# Movimento dell'Indipendenza Nazionale Lettone
Il Movimento per l'Indipendenza Nazionale della Lettonia (in lettone: Latvijas Nacionālās Neatkarības Kustība - LNNK) è stato un partito politico attivo in Lettonia dal 1988 al 1997, quando si è fuso con la formazione denominata Per la Patria e la Libertà formando in tal modo un nuovo soggetto politico: Per la Patria e la Libertà/LNNK.
| Controllo di autorità | VIAF (EN) 144943159 · LCCN (EN) n00001437 |